# L'uomo che fu Giovedì
L'uomo che fu Giovedì: un incubo (titolo originale The Man Who Was Thursday: A Nightmare) è un romanzo giallo dello scrittore inglese G.K.Chesterton composto nel 1908.
La sua importanza è stata riconosciuta successivamente, quando venne ristampato come brossura dalla Ballantine Books, volume trentaduesimo della celebre serie Ballantine Adult Fantasy del luglio 1971. Nonostante il libro tratti l'argomento anarchia, non è un'esplorazione od una confutazione del pensiero anarchico; la costruzione ad hoc dell'"anarchismo filosofico" dell'autore si distingue da quella ordinaria e si riferisce più ad una ribellione contro Dio, che contro il Governo.
Il romanzo è stato descritto come "uno dei cardini nascosti della scrittura novecentesca", il luogo dove, sotto i nostri occhi, la tradizione nonsense-fantastica fa ruotare autori come Lewis Carroll ed Edward Lear e diventa l'incubo-fantastico, tradizione nella letteratura di Kafka e Borges".

## Trama
In un surreale cambio di secolo londinese, Gabriel Syme è reclutato in una segreta task force anti-anarchici da Scotland Yard. Lucian Gregory, un poeta dichiaratamente anarchico, vive incontrastato nei sobborghi di Saffron Park fino a quando incontra Syme ad una festa e dibatte con lui sul significato della poesia. Gregory sostiene che la rivolta è al centro di essa, mentre Gabriel insiste che sicurezza ed ordine siano i più grandi risultati umani ed insinua che il poeta non sia un anarchico convinto.
Questo irrita a tal punto Gregory, da fargli decidere di rivelare a Syme che il suo plateale supporto all'anarchia è un espediente per farlo sembrare innocuo e tenere lontani i sospetti, mentre in realtà lui è un membro influente della locale sezione del Consiglio anarchico Europeo, che si riunisce in un posto sotterraneo e segreto. Questo è composto da sette uomini, ognuno dei quali usa il nome di un giorno della settimana come nome in codice, e la posizione di Giovedì è in fase di elezione. Gregory si aspetta di vincere ed ottenere il posto di Giovedì, ma Syme, fingendo di essere un anarchico, tiene davanti agli anarchici riuniti una vivace e violenta arringa che gli permette di essere eletto loro rappresentante e si prendere la carica di Giovedì al supremo Consiglio anarchico.
Al Consiglio anarchico Syme ha modo di conoscere gli altri sei membri: Lunedì, segretario del consiglio, tipo serio e con il volto solcato da un sorriso storto; Martedì, un polacco di nome Gogol dall'aspetto e dal fare selvaggio; Mercoledì, ossia il Marchese di Sant'Eustachio, dalla folta barba nera e dai tratti "orientali"; Venerdì, il vecchissimo professore de Worms rinomato nichilista; Sabato, il dottor Bull, ometto basso e quadrato con due grossi occhiali a scuri; infine Domenica, il presidente del Consiglio, un uomo gigantesco con capelli e barba bianca e dall'aspetto spaventoso.
Durante la riunione del consiglio Domenica annuncia che dovrà essere posta una bomba a Parigi in occasione dell'incontro tra lo Zar e il re di Francia, ma affida il compito a Mercoledì senza voler svelare agli altri i dettagli del piano, annunciando di aver scoperto che all'interno del Consiglio c'è una spia. Mentre Syme già allarmato è pronto a mettere mano alla pistola, Domenica addita Gogol, il polacco, che si rivela in realtà un agente inglese travestito. Gogol viene allontanato, sotto minaccia nel caso avesse riferito a qualcuno del piano.
Uscito dal consiglio, Syme scopre d'essere pedinato dal professore de Worms, Venerdì, che nonostante gli evidenti problemi deambulatori riesce sempre a raggiungerlo. Infine il professore raggiunge Syme e lo dichiara in arresto, rivelando d'essere un agente travestito. Quando anche Syme mostra d'essere un membro della polizia i due iniziano a pensare a come fare per fermare il loro compagno anarchico incaricato di posizionare la bomba.

Nei suoi tentativi di depistaggio, scopre che anche altri cinque dei sei membri sono detective sotto copertura, ognuno dei quali è misteriosamente impegnato ed assegnato al fallimento del Consiglio dei giorni. Presto capiscono che stanno lottando tra di loro e non realmente contro gli anarchici; questo era il piano del loro presidente Domenica. In una surreale e vertiginosa conclusione, Domenica stesso viene smascherato come terribile, ma solo all'apparenza; infatti, è una forza buona proprio come gli altri detective. Tuttavia, non è in grado di spiegare come mai abbia causato tutti questi problemi e pene agli investigatori. Gregory, l'unico vero anarchico, appare per contestare il gran Consiglio. La sua accusa è che loro, comandati dall'alto, non abbiano mai sofferto come lui e gli altri soggetti e così il loro potere è illegittimo. Ma Syme è in grado di smentirlo immediatamente, visto il terrore inflitto da Domenica sul resto del Consiglio. Il sogno finisce violentemente, quando viene chiesto a Domenica se abbia mai sofferto.

## Protagonista
Gabriel Syme, che vuole distruggere Domenica, perché spaventato da lui ("un uomo non dovrebbe lasciare nell'universo nulla di cui è spaventato"), capisce alla fine che Domenica incarna tutto ciò per cui egli sta combattendo. Il percorso di crescita e di educazione di Syme è lo stesso dell'autore, e questo lo rende forse il personaggio più autobiografico di tutti i suoi libri, insieme a Innocent Smith in Le avventure di un uomo vivo.

## Curiosità
- Come la maggior parte dei romanzi di Chesterton, la storia contiene alcune allegorie cristiane. L'autore, che si convertì alla Chiesa cattolica circa quindici anni più tardi, soffrì di un breve attacco di depressione durante i giorni del college e affermò successivamente che scrisse questo libro con un'inusuale affermazione che bontà e ragione erano al cuore di ogni aspetto del mondo. È interessante notare come i costumi dei membri del Consiglio, gli anarchici-detective, verso la fine del libro rappresentano ciò che è stato creato nel loro rispettivo giorno. Domenica, la pace di Dio, siede su un trono di fronte a loro. Le sue ultime parole, "Puoi bere dal calice da cui ho bevuto io?", è la domanda che Gesù pone a San Giacomo e San Giovanni nel Vangelo di Marco, per mettere alla prova il loro impegno nel diventare suoi discepoli. Il nome della ragazza di cui Syme è innamorato, Rosamond, deriva da "Rosa Mundi", ossia "Rosa del mondo" in latino, titolo dato a Cristo.
- L'uomo che fu Giovedì ispirò il leader dei Repubblicani irlandesi Michael Collins con l'idea:"if you didn't seem to be hiding, nobody hunted you out" ossia "Se tu non cerchi di nasconderti, nessuno ti può cacciare".[2]
- Martin Gardner redasse The Annotated Thursday che comprendeva una grande quantità di informazioni biografiche e contestuali sotto forma di note a piè di pagina per tutto il testo, riviste originali dell'epoca e commenti sul libro fatti da Chesterton in diversi momenti. Originariamente pubblicato da Ignatius Press, il libro è attualmente fuori catalogo. Un'annotazione meno approfondita è stata creata dallo stesso Ignatius Press per l'edizione del romanzo pubblicata in Le opere complete di GK Chesterton.
- Jorge Luis Borges nel suo “Su Chesterton” in Altre inquisizioni, cita un passo di questo romanzo in cui l’autore inglese “immagina che ai confini orientali del mondo vi sia un albero che è più e meno di un albero, e ai confini occidentali una torre, la cui sola architettura è malvagia.” Lo stesso passo è citato da Leonardo Conti nel suo romanzo L’era dei naufragi, collegandolo alla “Crocifissione” di Bramantino (nella Pinacoteca di Brera) di cui sembra una puntuale descrizione.

## Adattamenti
- Il 5 settembre 1938 il Mercury Theatre passò in radio un breve adattamento scritto da Orson Welles, grande ammiratore di Chesterton. Questa rivisitazione omette alcune delle discussioni metafisiche e teologiche e tratta gran parte delle digressioni stravaganti e comiche con un tono più serio. Quasi tutto il capitolo 14, "I sei Filosofi'', in cui si trova la maggior parte delle sopracitate ipotesi metafisiche, è lasciato fuori.
- Nel 2005 la BBC trasmette il romanzo suddiviso in tredici parti da mezzora ciascuna e lette dall'attore Geoffrey Palmer. È stato ritrasmesso più volte, anche nel 2008, a cento anni dalla sua prima pubblicazione.

## Edizioni
- G.K.Chesterton, The man who was Thursday: a nightmare, Prima Edizione Lingua Originale, J. W. Arrowsmith, Simpkin, Marshall, Hamilton, Kent & co., 1908,  pp.329.
- G.K.Chesterton, L'uomo che fu Giovedì, traduzione di Decio Pettoello, illustrazioni di Gustavino, Tascabili, Bompiani, 2007,  pp.227, ISBN 978-88-452-5951-7. (Gli interni riproducono anastaticamente quelli della prima edizione italiana, apparsa per Paravia nel 1923.)